# Oberverwaltungsgericht Berlin-Brandenburg

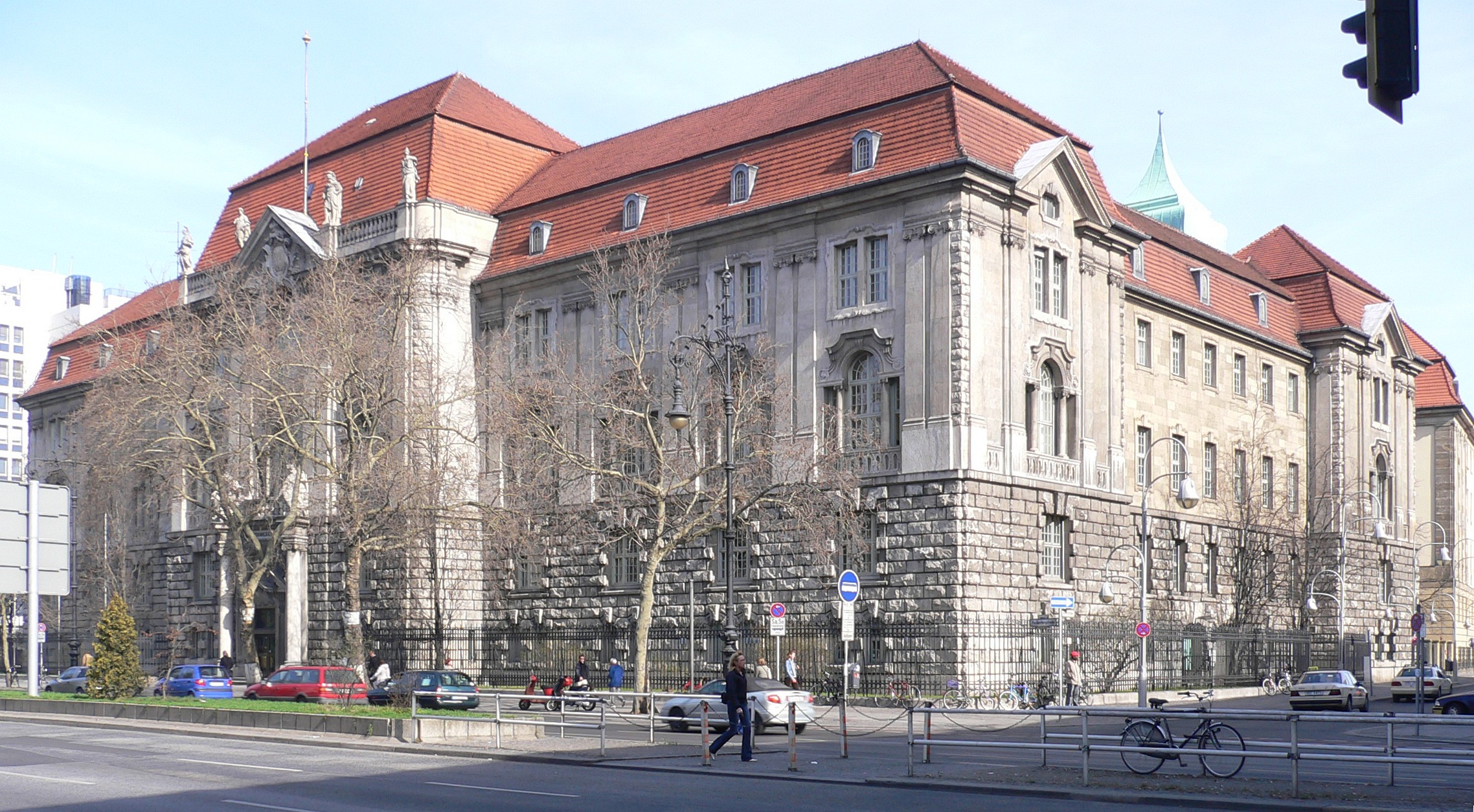
Gebäude des OVG in der Hardenbergstraße 31, erbaut 1905–1907 als Preußisches Oberverwaltungsgericht

Das Oberverwaltungsgericht Berlin-Brandenburg ist das seit 1. Juli 2005 bestehende gemeinsame Oberverwaltungsgericht (OVG) der Länder Berlin und Brandenburg und bildet die Spitze der Verwaltungsgerichtsbarkeit dieser beiden Länder.

## Gerichtssitz und -bezirk

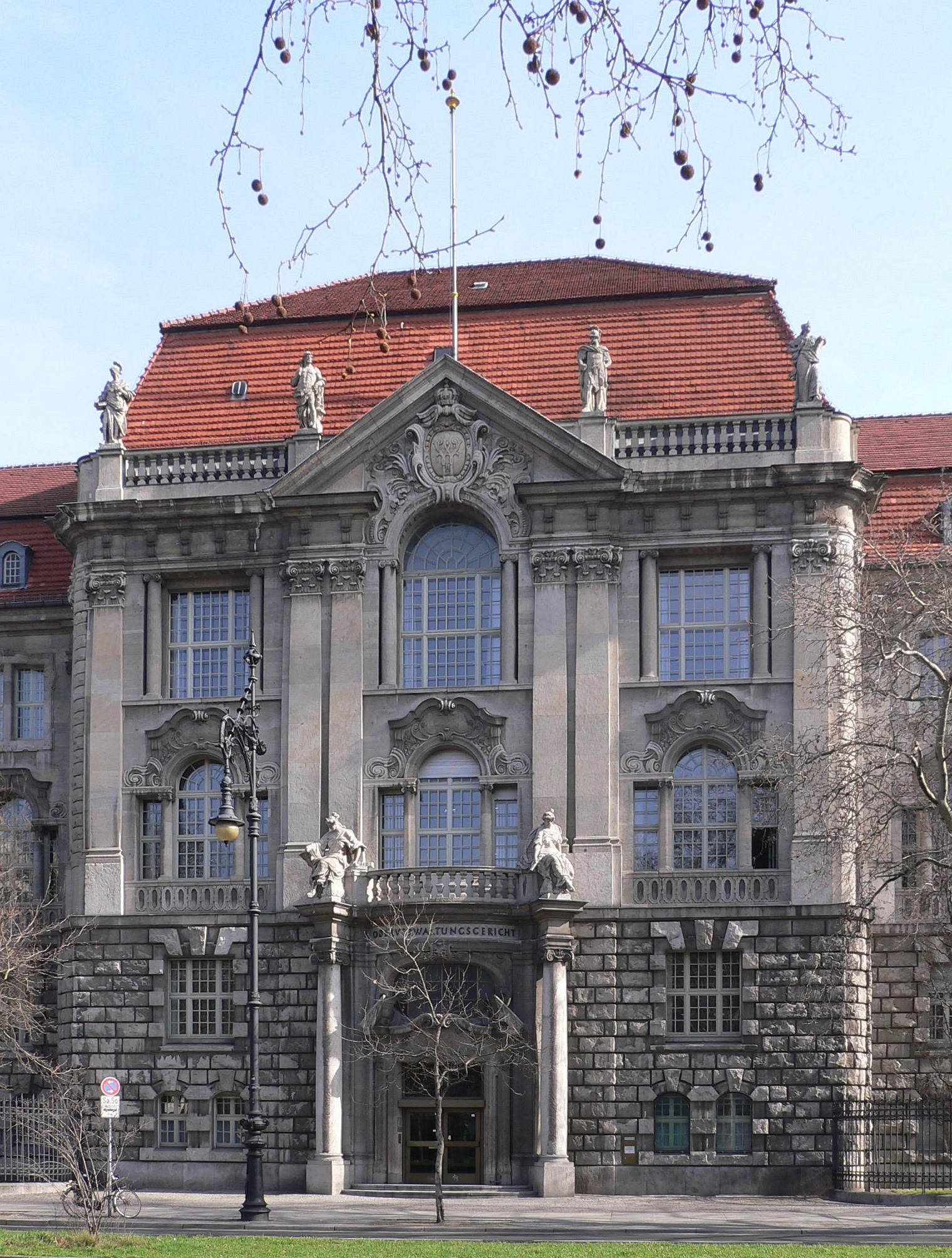
Haupteingang des Gebäudes

Das Oberverwaltungsgericht Berlin-Brandenburg hat seinen Sitz in der Hardenbergstraße im Berliner Ortsteil Charlottenburg. Gerichtsbezirk ist das gesamte Gebiet der Länder Berlin und Brandenburg.

## Über- und nachgeordnete Gerichte
Dem Oberverwaltungsgericht Berlin-Brandenburg ist das Bundesverwaltungsgericht übergeordnet. Nachgeordnete Gerichte sind in Berlin das Verwaltungsgericht Berlin sowie in Brandenburg die Verwaltungsgerichte Potsdam, Frankfurt (Oder) und Cottbus.

## Geschichte
→ Zur Geschichte des Gebäudes siehe: Preußisches Oberverwaltungsgericht
Im Jahr 1996 scheiterte in der Volksabstimmung die Fusion der Länder Berlin und Brandenburg zu Berlin-Brandenburg. Am 26. April 2004 schlossen die Länder Berlin und Brandenburg den Staatsvertrag über die Errichtung gemeinsamer Fachobergerichte der Länder Berlin und Brandenburg. Zum 1. Juli 2005 wurde in einem ersten Schritt neben dem gemeinsamen Landessozialgericht Berlin-Brandenburg das gemeinsame OVG Berlin-Brandenburg errichtet. Es ersetzt die Oberverwaltungsgerichte der Länder Berlin und Brandenburg, das seinen Sitz in Frankfurt (Oder) hatte. Im zweiten Schritt folgten zum 1. Januar 2007 die gemeinsamen Fachobergerichte Finanzgericht Berlin-Brandenburg und Landesarbeitsgericht Berlin-Brandenburg.

## Präsidenten
- Jürgen Kipp war vom 1. Juli 2005 bis 31. Dezember 2011 Präsident des OVG Berlin-Brandenburg.[1]
- Joachim Buchheister trat am 1. Dezember 2013 die Nachfolge von Kipp an.[2]